# Pescaria Brava
Pescaria Brava is een gemeente in de Braziliaanse deelstaat Santa Catarina.